# Johann Balthasar Reimann
Johann Balthasar Reimann (Breslau, avui Wrocław, Polònia, 1702 - Hirschberg, 1749) fou un compositor i organista alemany.
Nascut i mort en pobles de la Baixa Silèsia és considerat alemany. Fou organista de l'església de Santa Magdalena, de Wrocław, i a Hirschberg, i deixà algunes composicions, així com una Col·lecció de cants antics i moderns (Hirschberg, 1747).